# 北里敏明 (総務官僚)
北里 敏明（きたざと としあき、1949年11月16日 - ）は、日本の自治官僚。石川県総務部長や、京都市副市長、内閣府大臣官房審議官、消防庁次長等を歴任した。

## 来歴
熊本県熊本市生まれ。1955年熊本大学教育学部附属幼稚園卒園。1961年熊本大学教育学部附属小学校卒業。1964年熊本大学教育学部附属中学校卒業。1967年熊本県立熊本高等学校卒業。1972年東京大学法学部卒業、自治省入省。1980年ハーバード大学ハーバード・ロー・スクール修了、LL.M.。石川県総務部長、京都市副市長、内閣府大臣官房審議官、消防庁次長等を歴任したのち、2004年には自由民主党から第20回参議院議員通常選挙に立候補したが落選。その後自由民主党籍を返上して無所属で2008年熊本県知事選挙に立候補したが再び落選した。

## 略歴
- 1983年 自治省財政局準公営企業室課長補佐[5]
- 1985年 自治省財政局調整室課長補佐[5]
- 1987年 石川県企画開発部次長
- 1988年 石川県企画開発部参事
- 1989年 石川県商工労働部長[5][1]
- 1990年 石川県総務部長[1]
- 1991年 自治省財政局財政課財政企画官兼大臣官房参事官
- 1992年 自治省大臣官房広報室長兼行政相談担当官
- 1994年 自治省財政局調整室長
- 1995年 京都市助役
- 1996年 京都市副市長[1]
- 1998年 自治省大臣官房企画室長[1]
- 2000年 自治省大臣官房審議官（公営企業等担当）[1]
- 2001年 内閣府大臣官房審議官（防災担当）[1]
- 2002年 消防庁次長[1]
- 2003年 退官[1]
- 2005年 横浜国立大学客員教授、立命館大学非常勤講師[1]
- 2006年 弁護士登録（熊本県弁護士会）、北里敏明法律事務所設立[1]、日本防災士機構監事[6]
- 2008年 NBCR対策推進機構副会長
- 2009年 21世紀防災・危機管理研究所理事長[7]
- 2014年 弁護士法人北里綜合法律事務所設立[1]
- 2019年 瑞宝中綬章受章[8]